# Татаринцев, Антон Юрьевич
Антон Юрьевич Татаринцев (укр. Антон Юрійович Татарінцев; 28 сентября 1984, Ялта, Крымская область, Украинская ССР, СССР) — украинский футболист, нападающий клуба ГФК «Рубин» (Ялта). С 2014 года является гражданином России.
Воспитанник симферопольской «Таврии». В 2004 году стал игроком «Таврии», в составе которой провёл 2 матча на профессиональном уровне. С 2005 года выступает за различные любительские клубы Крыма и Ялты.

## Биография
В детско-юношеской футбольной лиге Украины выступал с 2000 года по 2001 год за симферопольское Училище олимпийского резерва (УОР), а позже за симферопольскую «Таврию».
Летом 2004 года перешёл в стан дубля «Таврии», который участвовал в первом розыгрыше молодёжного чемпионата Украины. 4 октября 2004 года дебютировал в составе «Таврии» в матче чемпионата Украины против днепропетровского «Днепра» (1:3). Главный тренер Олег Федорчук выпустил Татаринцева в стартовом составе, однако в начале второго тайма он был заменён на Александра Заруцкого. 16 октября 2004 года Антон вновь сыграл в основном составе, в первой игре четвертьфинала Кубка Украины против донецкого «Шахтёра» (0:3). Татаринцев вышел на 62 минуте вместо Андрея Корнева. Этот матч стал последним за «Таврию». Вплоть до конца 2005 года Антон Татаринцев играл за дубль, за который он провёл всего 24 матча и забил 1 гол.
В 2005 году начал выступать за любительский ялтинский клуб «Штурм», вместе с которым становился двукратным победителем чемпионата Ялты. В 2007 году Татаринцев стал игроком ялтинского клуба «Рекорд+», который выступал в чемпионате Крыма. Затем выступал за «Черноморец», вместе с которым в 2010 году стал финалистом Кубка Ялты, а также был признан лучшим игроком турнира. В 2010 году некоторое время играл за команду «Ялта».
В 2012 году провёл 1 матч в любительском чемпионате Украины за ялтинскую «Жемчужину» против кировоградского «Олимпика» (6:1). Позже играл за команду из Сакского района — «Камелот» из Лесновки.
В 2012 году вернулся в «Черноморец», где играл следующие три года. С 2013 года по 2015 год являлся играющим тренером команды, трижды приводил «Черноморец» к победе в первенстве города.
В 2014 году Антон Татаринцев принял российское гражданство. В 2015 году выступал за команду «Ялта» во Всекрымском турнире. «Ялта» по итогам турнира заняла в своей группе третье место, уступив керченскому «Океану» и севастопольскому СКЧФ. Татаринцев провёл 8 игр и забил 9 голов, заняв пятое место в списке бомбардиром Вскерымского турнира. Татаринцев в это время параллельно работал учителем физической культуры в ялтинской школе № 10.
В апреле 2016 года завоевал вместе с «Черноморцем» бронзовые награды в первенстве города. Затем некоторое время провёл в составе «Крымтеплицы» из Молодёжного в чемпионате Крыма. 25 апреля 2016 года стал игроком ялтинского «Рубина», который принимает участие в Премьер-лиги Крымского футбольного союза. В составе команды дебютировал 30 апреля в матче против керченского «Океана» (0:1).

## Статистика
| Сезон            | Клуб             | Лига                | Чемпионат | Чемпионат | Кубок | Кубок | Дубль | Дубль |
| Сезон            | Клуб             | Лига                | Игры      | Голы      | Игры  | Голы  | Игры  | Голы  |
| ---------------- | ---------------- | ------------------- | --------- | --------- | ----- | ----- | ----- | ----- |
| 2004/05          | Таврия           | Высшая лига Украины | 1         | 0         | 1     | 0     | 13    | 1     |
| 2005/06          | Таврия           | Высшая лига Украины | 0         | 0         | 0     | 0     | 11    | 0     |
| Всего за карьеру | Всего за карьеру | Всего за карьеру    | 1         | 0         | 1     | 0     | 24    | 1     |